# Prato Carnico

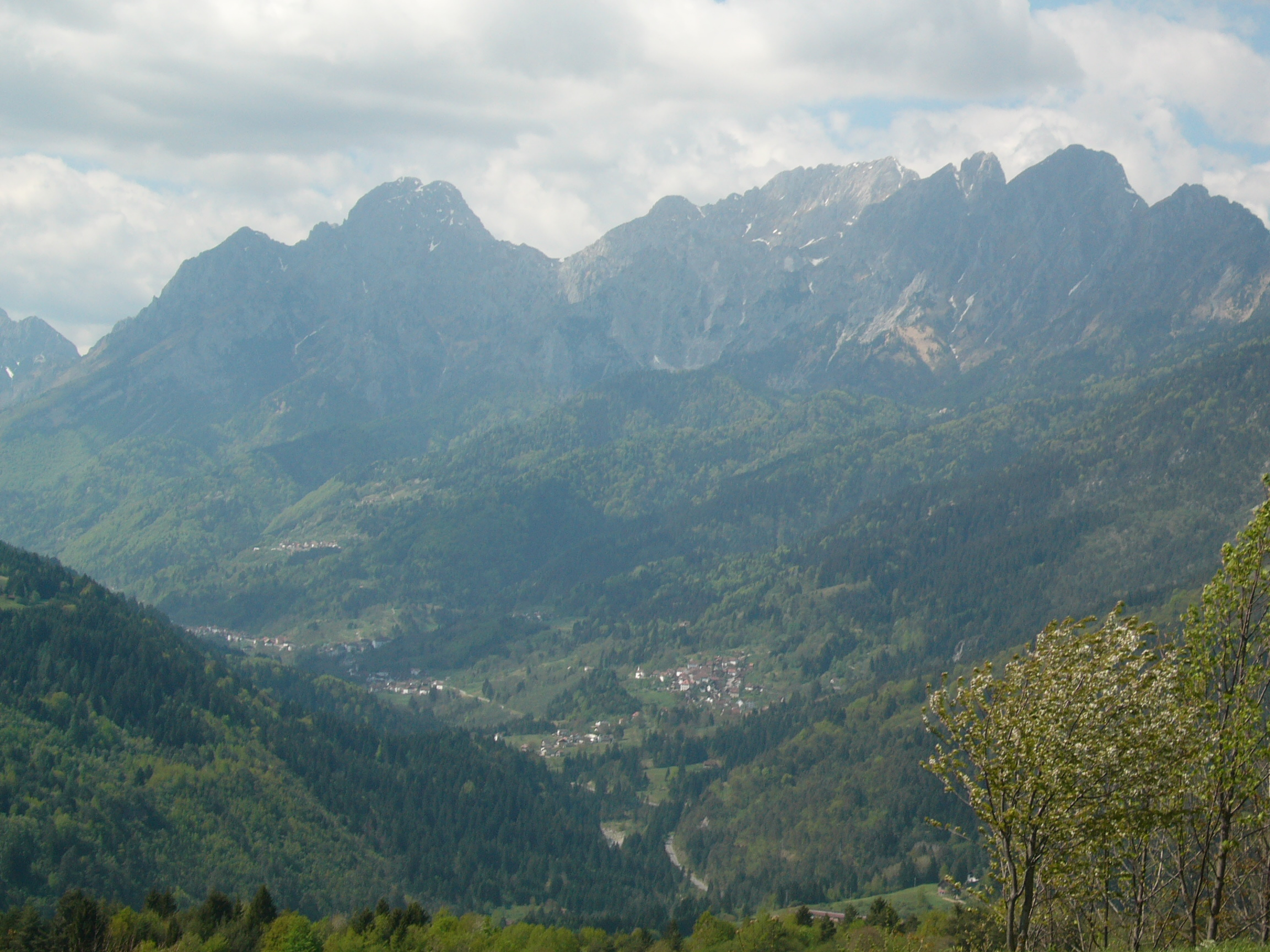
Pesarina-Tal

Prato Carnico (im furlanischen Dialekt: Prât di Cjargne oder Prât) ist eine nordostitalienische Gemeinde (comune) mit 825 Einwohnern (Stand 31. Dezember 2023) in der Region Friaul-Julisch Venetien. Die Gemeinde liegt etwa 61 Kilometer nordnordwestlich von Udine im Pesarina-Tal in Karnien, gehört zur Comunità Montana della Carnia und grenzt unmittelbar an die Provinz Belluno. Der Verwaltungssitz befindet sich im Ortsteil Pieria.

## Nachbargemeinden
| Sappada        | Forni Avoltri Rigolato                      | Rigolato Comeglians |
| Vigo di Cadore | Kompassrose, die auf Nachbargemeinden zeigt | Comeglians Ovaro    |
| Sauris         | Sauris                                      | Ovaro               |

## Verkehr
Durch die Gemeinde führt die frühere Strada Statale 465 della Forcella Lavardet e di Valle San Canciano (heute eine Regionalstraße) von Campolongo nach Sutrio.

## Gemeindegliederung
Prato Carnico gliedert sich in folgende Orte:
| - Croce (600 m, 49 Einwohner) - Sostasio (690 m, 83 E.) - Avausa (652 m, 120 E.) - Prico (747 m, 23 E.) - Pradumbli (678 m, 56 E.) | - Pieria (Sitz der Gemeindeverwaltung, 674 m, 147 E.) - Osais (710 m, 110 E.) - Truia (870 m, 32 E.) - Pesariis (750 m, 178 E.) - Prato (660 m, 229 E.) |